# Steny Hoyer
Steny Hamilton Hoyer (nascido em 14 de junho de 1939) é um político dos Estados Unidos, representante do 5º distrito de Maryland, sendo membro do Partido Democrata.
Ele foi líder da maioria entre 2007 a 2011. entre 2003 a 2007 foi líder da minoria e de 2011 a 2019. Foi novamente, ainda, líder da maioria de 2019 a 2023.

## Início de vida, educação e carreira
Hoyer nasceu na cidade de Nova Iorque, mas cresceu em Mitchellville, em Maryland. Sua mãe, Jean Baldwin, era americana, e seu pai, Steen Theilgaard Hoyer, era dinamarquês nativo de Copenhagen; "Steny" é uma variante do nome de seu pai, "Steen". Graduou-se em uma escola de Suitland, Maryland.
Em 1963, graduou-se na Universidade de Maryland,  onde ele também se tornou um membro da Fraternidade Sigma Chi. Ele ganhou seu JD da Georgetown University Law Center, em Washington, D.C., em 1966. De 1962 a 1966, Hoyer era um membro da equipe do senador Daniel Brewster (D-Maryland).

## Senado de Maryland
Em 1966, Hoyer ganhou uma vaga no Senado estadual, representando o Condado de Prince George, Maryland.  Em 1975, Hoyer foi eleito Presidente do Senado, o mais jovem na história do Estado. Em 1978, Hoyer concorreu a vice-governador de Maryland, mas perdeu para Samuel Bogley. No Hoyer ano foi nomeado para o Conselho de Maryland de Ensino Superior, cargo que serviu em até 1981.

## Câmara dos representantes
Steny foi eleito para a câmara em 1980, derrotou Audrey E. Scott, com 55% dos votos.

## Posições políticas

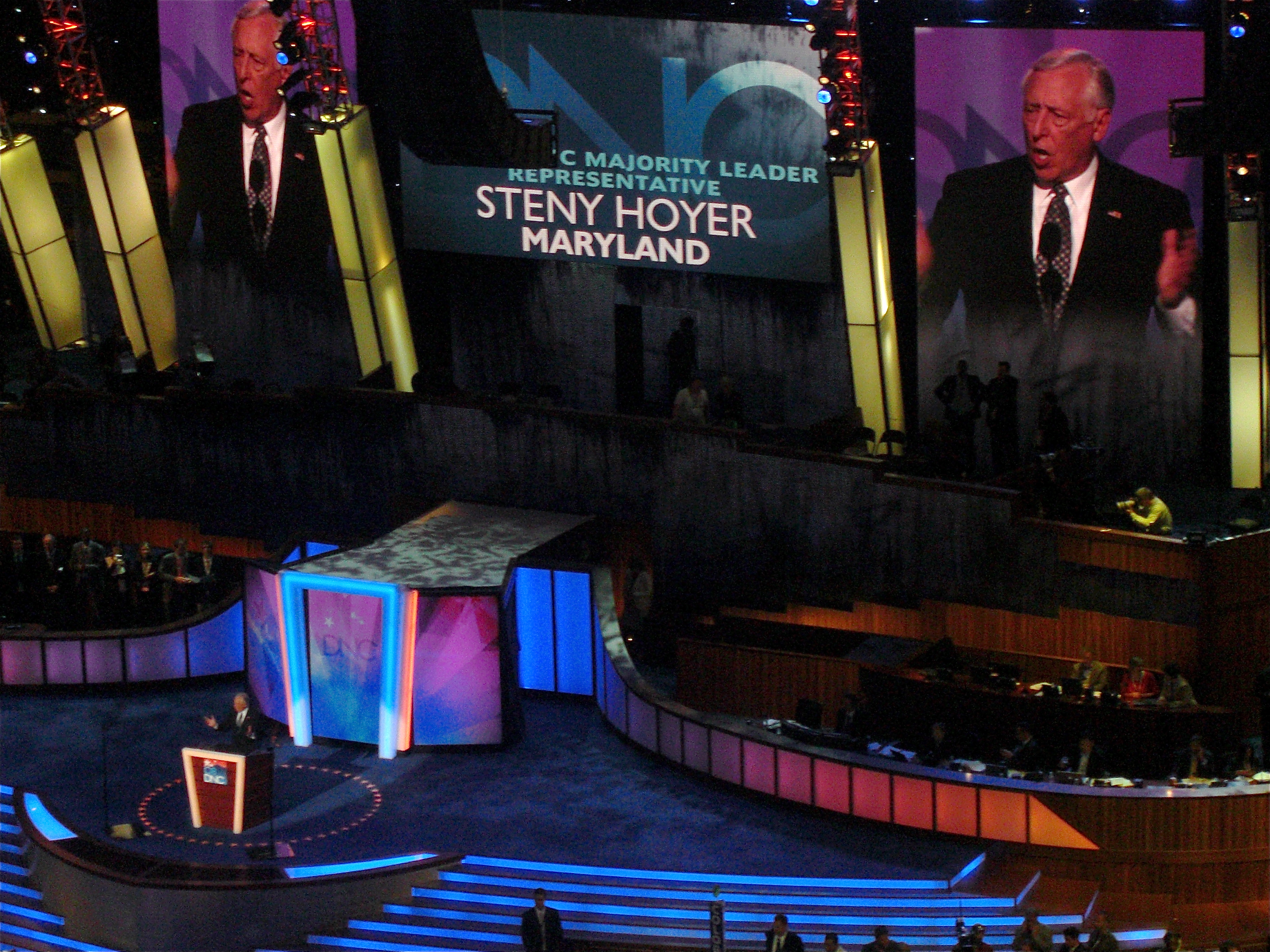
Hoyer na Convenção Nacional Democrata de 2008

- Questões sociais: votou contra o projeto de proibição parcial do aborto em 2003. Hoyer apoia os direitos dos homossexuais.
- Privacidade: Hoyer afirmou que se opõem ao projeto de lei, feito pelos senadores Patrick Leahy e Russ Feingold como uma "capitulação", que daria imunidade a qualquer empresa de telecomunicações,[6] que tinha sido dito pela administração de Bush de que suas ações foram legais.[6][7][8][9][10]

### Internacional
- Índia: apoia a cooperação nuclear.[11]
- Iraque: inicialmente apoiava a guerra do Iraque,[12] mas mais recentemente deu apoio a retirada das tropas dos Estados Unidos que estão no país.[13]
- Israel: é apoiante de Israel.
- Irã: não apoia as armas nucleares do país.[14]